# Drassodes sagarensis
Drassodes sagarensis är en spindelart som beskrevs av Benoy Krishna Tikader 1982. Drassodes sagarensis ingår i släktet Drassodes och familjen plattbuksspindlar. Inga underarter finns listade i Catalogue of Life.